# Джек Гоен
Джон Браян Френсіс «Джек» Гоен (англ. John Brian Francis "Jack" Gaughan; 24 вересня 1930, Спрингфілд, Огайо, США — 19 липня 1985, США) — американський художник-ілюстратор. Працював у жанрі наукової фантастики. Триразовий лауреат премії «Г'юго» найкращому професійному художнику.

## Життєпис
Народився 24 вересня 1930 року в Спрингфілді (Огайо).
Навчався у школі Дейтонівського інституту мистецтв, перший гонорар за роботу отримав ще в період навчання. Повністю присвятив себе роботі в середині 1950-х.
Поротягом 1969—1972 років працював художнім редактором у журналі «Galaxy Science Fiction», намалював 38 обкладинок для нього. Крім цього є автором 29 обкладинок для журналу «If», 11 для «Fantasy & Science Fiction», 7 для «Asimov's Science Fiction». Співпрацював також із книжковими видавництвами, виділяються його роботи для Ace Books. Безоплатно надавав ілюстрації для оформлення фензинів.
У період від 1963 до 1974 року 11 разів номінувався на премію «Г'юго» як «Найкращий професійний художник», тричі став лауреатом — у 1967, 1968 та 1969 роках. 1967 року також став лауреатом у категорії «Найкращий художник-аматор». Єдиний художник, який отримав дві нагороди в один рік.
Падіння попиту на його роботи в 1970-80-х, а також проблеми зі здоров'ям призвели до того, що Гоен у цей період створив дуже мало ілюстрацій у жанрі наукової фантастики. Серію з 14 обкладинок для книг Е. Ч. Табба в 1973-75 роках він створив під псевдонімом Грегорі Керн.
Помер 19 липня 1985 року. Асоціація наукової фантастики Нової Англії заснувала 1986 року премію пам'яті Гоена, яку вручають найкращому серед художників-початківців. 2015 року посмертно включений до Зали слави наукової фантастики та фентезі.

## Нагороди

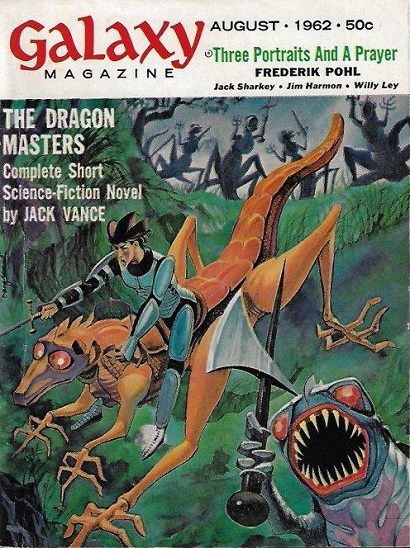
Обкладинка «Galaxy» 1962 року

- 1951 — Г'юго, художник-аматор (ретроспективна)
- 1967 — Г'юго, художник-аматор
- 1967 — Г'юго, професійний художник
- 1968 — Г'юго, професійний художник
- 1969 — Г'юго, професійний художник
- 1977 — Скайларк[7]
- 2015 — Зала слави наукової фантастики і фентезі